# Capilla de la Virgen de la Antigua (Catedral de Sevilla)

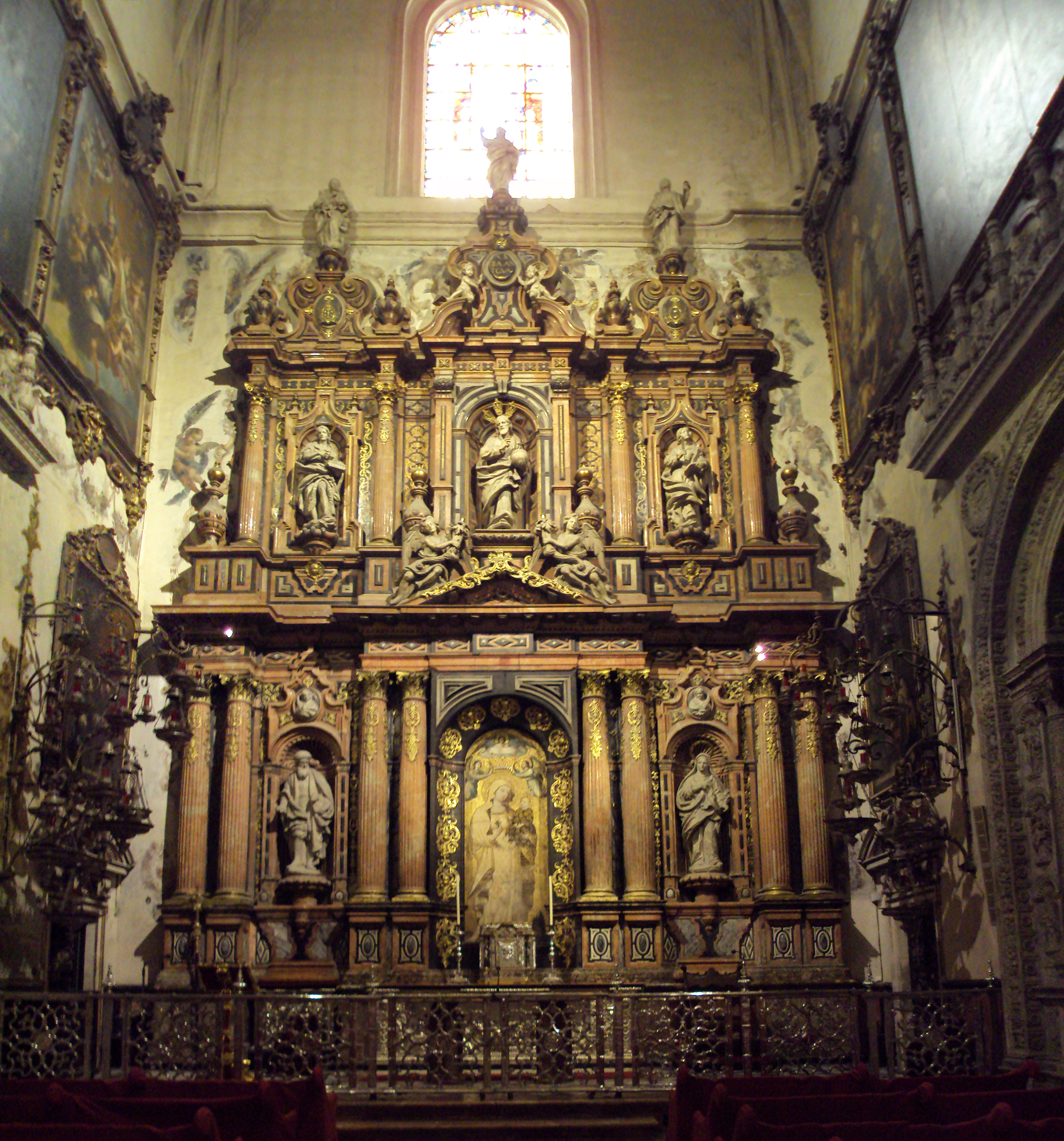
Capilla de la Virgen de la Antigua.

La capilla de la Virgen de la Antigua de la Catedral de Sevilla custodia una imagen que, según la tradición, le fue mostrada al rey Fernando III el Santo durante la conquista de Sevilla.

## Leyenda
Según la leyenda, antes de la conquista de Sevilla por los cristianos, un ángel condujo al Rey San Fernando al interior de la mezquita principal de la ciudad, donde detrás de un muro que se hizo transparente, pudo ver la imagen de la Virgen de la Antigua que permanecía allí oculta desde hacía siglos. Pocos días después se rindieron las fuerzas musulmanas y San Fernando entró triunfante en la ciudad el 23 de noviembre de 1248.

## Descripción

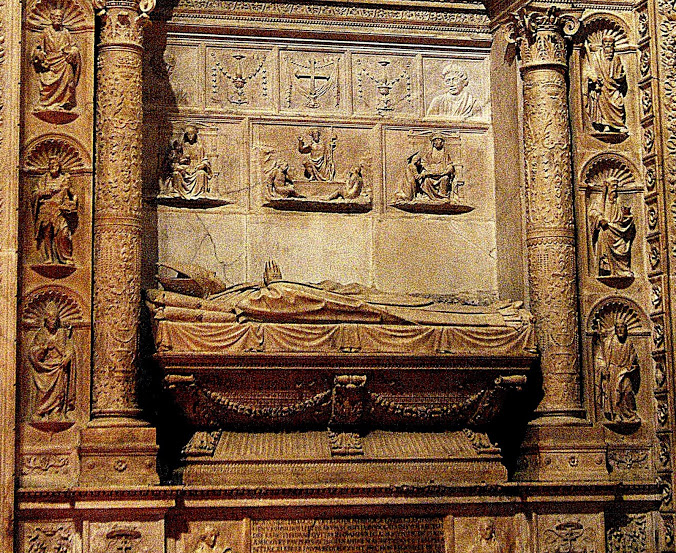
Sepulcro del cardenal Diego Hurtado de Mendoza.

La capilla actual está presidida por un retablo en cuyo centro hay una imagen pintada al fresco de la Virgen de la Antigua, realizada, según los historiadores, en el siglo XV, sobre un muro de la antigua mezquita que ocupaba el espacio de la actual catedral. La Virgen sostiene a su hijo con la mano izquierda y una rosa con la derecha, mientras que el Niño sujeta un pájaro.
Sobre su cabeza dos ángeles mantienen en el aire una corona que le fue otorgada por el Cardenal Ilundain el 24 de noviembre de 1929, día de su Coronación Canónica, siendo la segunda imagen de la ciudad en ostentar este rasgo, y más arriba otro ángel muestra la inscripción Ecce Maria venit. La corona fue realizada por los Talleres de Arte dirigidos por Félix Granda y Buylla. El retablo está realizado en mármol y las diferentes esculturas que posee están talladas por Pedro Duque y Cornejo.
La reja de la capilla, obra de varios autores, es una de las más destacadas muestras del arte renacentista en la catedral. La magnífica vidriera, hecha a fines del siglo XIX, representa a San Fernando.
En el muro izquierdo se ubica el bello sepulcro del cardenal Diego Hurtado de Mendoza que fue confeccionado en Italia por Domenico Fancelli en 1510 y bellamente tallada en mármol y adornada con lámparas de plata. En el muro derecho la sepultura del Arzobispo Luis de Salcedo y Azcona, obra esculpida por Duque Cornejo entre 1738 y 1740. Otro elemento destacado son las numerosas lámparas de plata del siglo XVIII que adornan la capilla.